# 天本浩義
天本 浩義（あまもと ひろよし、1960年（昭和35年）6月7日 - ）は、書家、芸術家。2007年に「組書道」を考案。アジア刑政財団会員。親族に千葉胤明、秋山虎六がいる。

## 経歴
佐賀市水ヶ江町生まれ、福岡県福岡市在住。幼少の頃から、書と剣の道を志す。福岡教育大学書道科（教育学士）卒業、書道と剣道を学ぶ。京都大学大学院法学研究科（法学修士）修了、民刑事法を学ぶ。1988年法務省法務教官。在ルーマニア日本大使館等に勤務。組書道を舞台芸術として実践。1996年ルーマニアにて書作品集「帰郷」を発表。2016年モルドヴァ共和国キシナウにて、2019年フランス共和国ボルドーにて書道デモンストレーション実施、個展開催。2022年ロシアによるウクライナ侵略に抗議する個展を福岡市で開催。